# Priorat Saint-Lézer

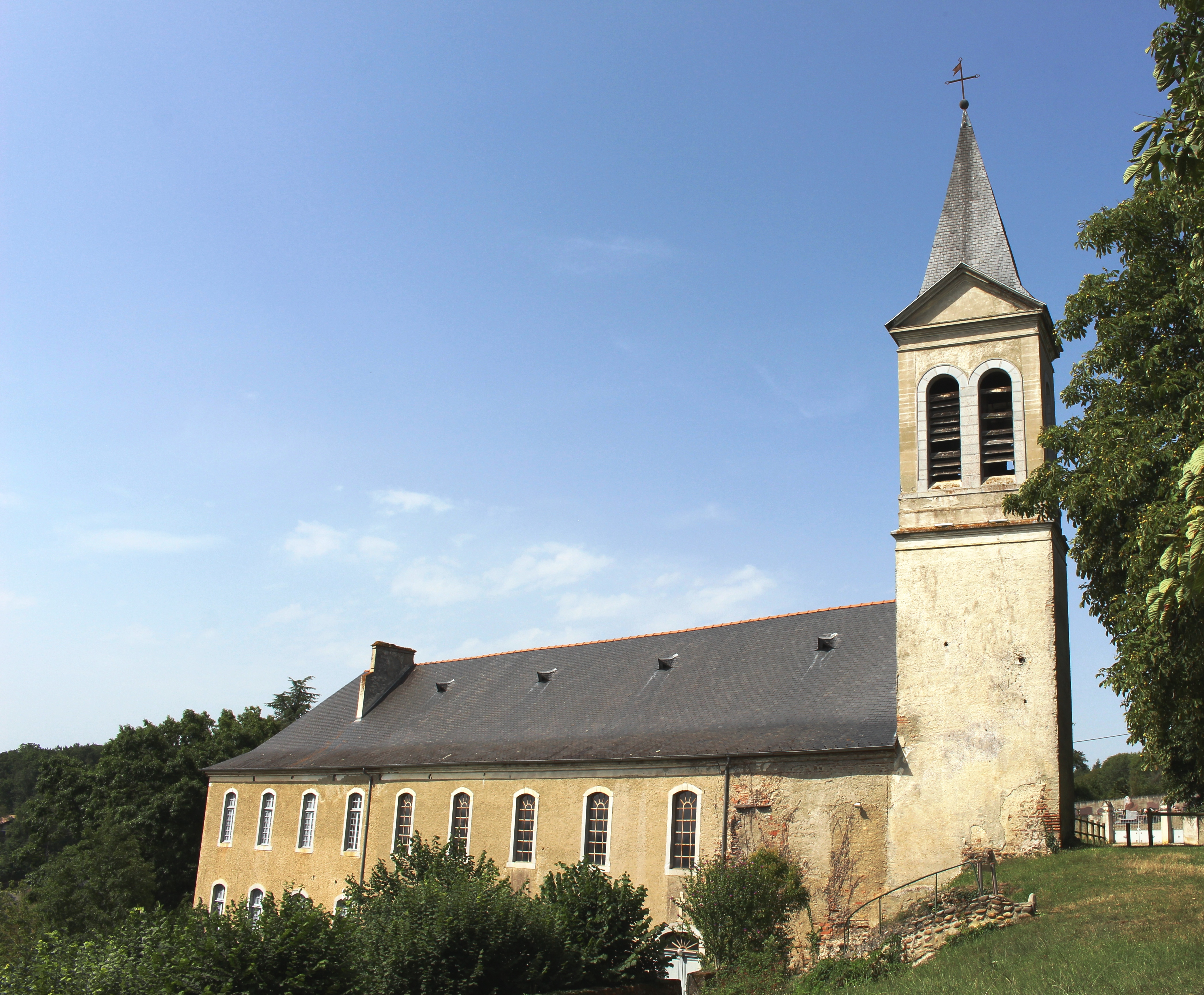
Die Kirche St-Lizier von Saint-Lézer

Das Priorat Saint-Lézer ist ein ehemaliges Kloster des Benediktinerordens in Saint-Lézer im Département Hautes-Pyrénées. Der Prior des Klosters war dem Abt des Klosters Cluny direkt unterstellt. Das frühere Prioratsgelände ist seit 1987 als Monument historique klassifiziert.

## Geschichte
Bereits gegen Ende des 6. Jahrhunderts soll eine dem heiligen Lézer gewidmete Abtei errichtet worden sein. Sie lag am Hang oberhalb der Stadt und direkt an der Mauer des ehemaligen gallo-römischen Castrum Bigorra.
Dieser erste Klosterbau wurde im 8. Jahrhundert von Arabern (732 / Schlacht von Tours und Poitiers), im 9. Jahrhundert von Wikingern (wiederkehrende Überfälle seit 840) wieder zerstört.
Es sollte bis zum Beginn des 11. Jahrhunderts dauern (ein genaues Datum ist unbekannt), bis das Kloster erneut begründet werden konnte. Der Graf und der Bischof von Bigorre unterstellten es jedoch der Oberhoheit der Abtei von Cluny.
Im Zuge der Französischen Revolution wurde das Kloster als Nationalgut an Bertrand Barère übereignet und von diesem Stein für Stein abgetragen und verkauft.
Die Kirche im Zustand des 18. Jahrhunderts blieb erhalten und kann besichtigt werden.